# Elección al Senado de los Estados Unidos en Wisconsin de 2024
Las elecciones al Senado de los Estados Unidos de 2024 en Wisconsin se llevaron a cabo el 5 de noviembre de 2024 para elegir a un miembro del Senado de los Estados Unidos por el estado de Wisconsin. La senadora demócrata titular de dos mandatos Tammy Baldwin fue reelegida con el 55,4% de los votos en 2018 y ha expresado interés en postularse para otro mandato.